# اسماعیل جلیلی
اسماعیل جلیلی (زادهٔ ۲۵ آبان ۱۳۴۶ مسجدسلیمان) سیاستمدار و مدرس دانشگاه ایرانی است که در دورهٔ نهم مجلس شورای اسلامی نماینده حوزه انتخابیه مسجدسلیمان از استان خوزستان بوده‌است.
او در فاصله سال‌های ۱۳۹۶ تا ۱۳۹۹ معاون امور حقوقی و مجلس وزارت امور اقتصادی و دارایی بود. وی دانش‌آموخته دکتری مدیریت استراتژیک و برنامه‌ریزی اقتصادی از دانشگاه تربیت مدرس است.

## زندگی
اسماعیل جلیلی در ۲۵ آبان سال ۱۳۴۶ در شهر مسجدسلیمان، استان خوزستان زاده شد و دوران کودکی و نوجوانی را در این شهر سپری کرد. وی از جانبازان جنگ ایران و عراق است.

## تحصیلات
اسماعیل جلیلی لیسانس مدیریت، فوق لیسانس مدیریت سیستم‌ها و دکتری مدیریت استراتژیک و برنامه‌ریزی اقتصادی را از دانشگاه تربیت مدرس اخذ کرده است. وی سابقه بیش از یک دهه تدریس در دروس مرتبط با مدیریت، در رشته‌های کارشناسی مدیریت، مهندسی صنایع و حسابداری در دانشگاه‌های پیام نور و آزاد اسلامی را نیز دارا می‌باشد.

## سوابق اجرایی
- رییس مرکز نوسازی و تحول اداری
- مدیرکل بنیاد مستضعفان و جانبازان ایلام
- عضو هیئت رئیسه و دبیر کمیسیون برنامه و بودجه و محاسبات مجلس شورای اسلامی[۵]
- نایب رئیس کمیسیون ویژه تولید ملی و قانون اجرای سیاست‌های اصل ۴۴ قانون اساسی[۶]
- رئیس مجمع نمایندگان دوره نهم استان خوزستان
- عضو ناظر مجلس شورای اسلامی در شورای عالی اداری کشور از ۱۳۹۱ لغایت ۱۳۹۵
- عضو ناظر مجلس شورای اسلامی در شورای برنامه‌ریزی و توسعه استان خوزستان
- عضو هیئت رئیسه فراکسیون‌های ورزش و جوانان، مدیریت شهری، ایثارگران، محیط زیست، میراث فرهنگی و گردشگری
- عضو کمیسیون تلفیق بودجه مجلس شورای اسلامی سالهای ۱۳۹۱ لغایت ۱۳۹۴
- عضو کمیسیون تلفیق برنامه ششم توسعه
- مدرس دروس دانشگاهی در رشته‌های مدیریت، مهندسی صنایع و حسابداری در دانشگاه آزاد اسلامی
- مستشار دیوان محاسبات کشور دوره دهم مجلس شورای اسلامی
- معاون حقوقی و پارلمانی وزارت امور اقتصادی و دارایی از سال ۱۳۹۶ تا ۱۳۹۹
- رییس شورای حقوقی وزارت امور اقتصادی و دارایی از سال ۱۳۹۶
- عضو کمیسیون لوایح دولت از سال ۱۳۹۶ تا ۱۳۹۹
- مشاور وزیر امور اقتصاد و دارایی از ۱۳۹۹
- عضو هیئت عامل صندوق توسعه ملی از ۱۳۹۹ تا ۱۴۰۱
- معاون اقتصادی و سرمایه‌گذاری خارجی صندوق توسعه ملی از ۱۳۹۹ تا ۱۴۰۱
- رئیس هیئت مدیره بانک دی از ۱۴۰۱ تا ۱۴۰۳
- سرپرست مدیرعاملی بانک دی از مرداد تا بهمن ۱۴۰۳

## مسئولیت‌های بین‌المللی
- عضو هیئت پارلمانی مجلس شورای اسلامی در مجمع بین المجالس آسیا APA از سال ۲۰۱۳ لغایت ۲۰۱۶
- عضو هیئت پارلمانی مجلس شورای اسلامی در بین المجالس جهانی IPU از سال ۲۰۱۳ تا ۲۰۱۶
- رئیس هیئت پارلمانی ایران در هشتمین دوره  مجمع بین المجالس آسیا در کامبوج
- رئیس کمیسیون اقتصاد و توسعه پایدار مجمع بین المجالس آسیا, APA, ۲۰۱۵
- عضو پارلمان جمهوری اسلامی ایران در سازمان تجارت جهانی WTO 2015
- عضو هیئت جمهوری اسلامی ایران در اجلاس اوپک OPEC 2015
- رئیس گروه دوستی ایران، اسپانیا و اتریش و عضو گروه دوستی ایران فرانسه از سال ۲۰۱۳ لغایت ۲۰۱۶

## دورهٔ نهم مجلس
دکتر اسماعیل جلیلی در انتخابات دورهٔ نهم مجلس شورای اسلامی، به صورت مستقل و با پشتیبانی نیروهای فرهنگی، اجتماعی و سیاسی، با کسب اکثریت آرا به مجلس راه یافت.
تعیین و ثبت روز پنجم خرداد به عنوان روز مسجدسلیمان و اکتشاف نفت، در سال ۱۳۹۳ و برگزاری نمایشگاه اختصاصی در مجلس شورای اسلامی و چاپ تمبر یادبود روز مسجدسلیمان توسط ایشان انجام شد.
البته با مخالفت های ائمه جمعه وقت و کارشکنی هایی که شد در صدد حذف آن برآمدند که در طول دوره‌ی ایشان موفق نشدند.

## انتخابات دوره دهم مجلس
اسماعیل جلیلی، از شرکت در انتخابات دورهٔ دهم مجلس شورای اسلامی بازماند. وی در این خصوص، بیانیه‌ای خطاب به مردم حوزهٔ انتخابیه خود منتشر کرد. (متن بیانیه)